# تپه (فیلم)
تپه (انگلیسی: The Hill) فیلمی در ژانر درام به کارگردانی سیدنی لومت است که در سال ۱۹۶۵ منتشر شد. از بازیگران آن می‌توان به شان کانری، یان بانن و مایکل ردگریو اشاره کرد.